# 聂轰
聂轰（1918年—1980年7月5日），男，江西清江人，中国社会活动家，曾任中国国民党革命委员会中央委员会常务委员，第四、五届全国政协委员。